# Кристал-сити (станция метро)
Кристал-сити (англ. Crystal City) — подземная пересадочная станция Вашингтонгского метро на Синей линии и Жёлтой линии, а также железнодорожного экспресса Virginia Railway Express на линиях Фредериксбург и Манассас. Она представлена двумя боковыми платформами. Станция обслуживается Washington Metropolitan Area Transit Authority. Расположена в Кристал-сити на 18-й улице между Jefferson Davis Memorial Highway и Саус-Белл-стрит. Пассажиропоток — 7.599 млн. (на 2007 год).
Станция была открыта 1 июля 1977 года.
Открытие станции было совмещено с завершением строительства ж/д линии длиной 19,0 км, соединяющей Национальный аэропорт и РФК Стэдиум и открытием станций Арлингтонское кладбище, Вашингтонский национальный аэропорт имени Рональда Рейгана, Истерн-Маркет, Кэпитал-Саут, Л'Энфант плаза, Мак-Фёрсон-сквер, Пентагон, Пентагон-сити, Потомак-авеню, Росслин, Смитсониан, Стэдиум-Армэри, Фаррагут-Уэст, Федерал-Сентер Саут-Уэст, Федерал-Триэнгл и Фогги-Боттом — ДВЮ. Жёлтая линия обслуживает станцию со времени открытия 30 апреля 1983 года.